# مارتین هارتمان
مارتین هارتمان (به آلمانی: Martin Hartmann) ‏ (۱۸۵۷-۱۹۱۸) خاورشناس آلمانی و استاد زبان‌های سریانی و عربی و مطالعات اسلامی در مدرسهٔ زبان‌های شرقی برلین بود. مدت ۱۲ سال در استانبول و برلین در خدمت دولت آلمان بود (۱۸۷۵-۷۸). سفرهای فراوانی به شرق کرد و تا ترکستان چین رفت. و کتابخانه‌ها و مجموعه‌های نسخ خطی را از نظر گذراند. کتاب «سروده‌های صحرای لیبی» حاصل سفر او به مصر است. در تأسیس انجمن آلمانی اسلام‌شناسی مشارکت داشت و نخستین رئیس آن بود.